# همه خون‌ها در شب سیاه است
همه خون‌ها در شب سیاه است (به انگلیسی: At Night All Blood Is Black)، با عنوان اصلی 'برادر روحی' (به فرانسوی: Frère d'âme) رمانی ترسناک اثر نویسنده فرانسوی، داوید دیوپ است که اولین بار در سال ۲۰۱۸ میلادی به زبان فرانسوی در فرانسه منتشر و در همان سال برنده جایزه Prix Goncourt des Lycéens شد.
این رمان توسط مترجم آمریکایی، آنا موسچوواکیس به زبان انگلیسی ترجمه و در سال ۲۰۲۰ میلادی در انگلستان و آمریکا (توسط انتشارات پوشکین و فرار، اشتراوس و ژیرو) منتشر شد و توانست در سال ۲۰۲۱ میلادی در طی مراسمی که از کلیسای جامع کاونتری به صورت آنلاین پخش شد جایزه ۵۰ هزار پوندی جهانی من بوکر از بین ۱۲۵ کتاب ارسال شده، دریافت کند (این جایزه بین نویسنده و مترجم تقسیم می‌شود). داوید دیوپ، نویسنده این رمان نخستین برنده فرانسوی جایزه جهانی من بوکر است
این رمان با الهام از سرگذشت تلخ پدربزرگ نویسنده در دوران جنگ جهانی اول نوشته شده‌است و داستان دو سرباز سنگالی را روایت می‌کند که در جبههٔ غرب فرانسه به خدمت گرفته شده‌اند. زمانی که مادمبا کشته می‌شود، دیگری به نام آلفا دیوانه وار به دست به خشونت و جنون می‌زند.

## ترجمه به فارسی
- برادر روحی: شب‌ها همه خون‌ها سیاه است/ داوید دیوپ؛ مترجم محمدجواد کمالی، تهران: نشر قطره، ‏‫۱۴۰۰. ‬ شابک ۹۷۸-۶۲۲-۲۰۱-۹۶۰-۰‬‬‬[۹]